# Anton Pick

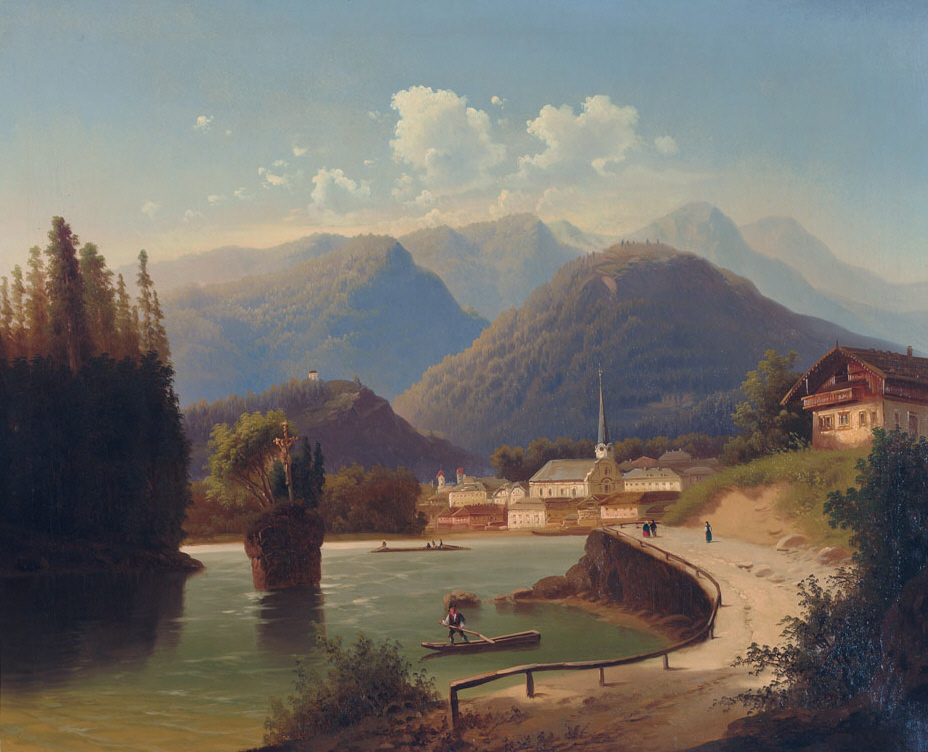
Blick auf Bad Ischl

Anton Pick (eigentlich Anton Pich, * 20. September 1840 in Görz; † 1902 oder 1905 in Wien) war ein österreichischer Landschaftsmaler. Er schuf auch unter den Pseudonymen „C. Rieder“ und „H. Moser“.
Anton Pick studierte an der Mailänder Kunstakademie bei Albert Zimmermann und setzte sein Studium in Venedig fort. 1867 zog er nach Wien, wo er lebenslang tätig war. Eines seiner Gemälde trug den Titel Partie aus Steiermark und war im Auktionskatalog von Rudolf Bangel im Jahr 1914 verzeichnet.